# Bošnjaci Crne Gore
Bošnjaci su jedna od etničkih manjina u Crnoj Gori. 
Prema Popisu stanovništva u Crnoj Gori 2011. godine ima 53.605 Bošnjaka, što predstavlja 8,65 % od ukupnog broja stanovnika. Bošnjaci su treći najbrojniji narod u Crnoj Gori, poslije Crnogoraca i Srba. Najviše Bošnjaka živi u Sandžaku, i to 46.813 ili 87,33 % od ukupnog broja bošnjačke populacije u Crnoj Gori.

## Kultura

### Jezik
Maternji jezik Bošnjaka u Crnoj Gori je uglavnom bosanski jezik, koji je maternji jezik 31.871 Bošnjaka ili 59.4% od ukupnog broja bošnjačke populacije, zatim je crnogorski jezik (17.381 ili 32 %) i bošnjački jezik (3290 ili 6 %).
Bosanski jezik, s albanskim, hrvatskim i srpskim, je jezik u službenoj upotrebi, odnosno manjinski jezik, u Crnoj Gori.

### Vjera
Bošnjaci u Crnoj Gori su uglavnom sunitski muslimani. Vjerski život Bošnjaka muslimana organizira Islamska zajednica u Crnoj Gori, čiji su članovi ne samo Bošnjaci, nego i druge muslimanske manjine u Crnoj Gori, uključujući Albance.

## Vanjske poveznice
- Bošnjačko vijeće u Crnoj Gori
- Bošnjačka stranka Crne Gore